# دنیل بوکارست
دنیل بوکارست (انگلیسی: Daniel Bouckaert; ۱۷ مهٔ ۱۸۹۴ – ۲۶ دسامبر ۱۹۶۵) سوارکار اهل بلژیک بود.